# Џеф Ховенијер
Џефри М. Ховенијер (енгл. Jeffrey M. Hovenier) амерички је дипломата. Између 2022. и 2024. обављао је функцију амбасадора Сједињених Америчких Држава у Републици Косово.

## Детињство, младост и каријера
Одрастао је у Белингхаму. Стекао је диплому из међународних односа на Универзитету Бригам Јанг и магистрирао из области владе и међународних односа на Универзитету Џорџтаун. Он и његова супруга Лора имају четворо деце и шесторо унучади. Говори немачки, грчки, хрватски и шпански, а учи гегејски дијалекат албанског језика.

## Каријера
Током своје каријере која траје више од 30 година и на различитим функцијама, Ховенијер је заступао америчке стратешке приоритете и посвећеност према Косову и Западном Балкану. Док је служио у Мисији САД при ОЕБС-у 1999. године, био је члан делегације САД у преговорима у Рамбујеу. Године 2001. био је главни амерички преговарач на пакету докумената Министарског савета ОЕБС-а у Букурешту и члана 5 Споразума о стабилизацији Дејтонског споразума и представљао је Сједињене Америчке Државе на ОЕБС-овом политичко-војном форуму о безбедносној сарадњи. Године 2001. основао је и био на челу испоставе амбасаде у Прешеву у јужној Србији. Године 2002. био је на челу Америчке канцеларије у Подгорици у Црној Гори. Године 2006. био је члан тима УН-а који је предводио специјални изасланик Уједињених нација Марти Ахтисари задужен за преговоре о статусу Косова. Током своје службе у Амбасади САД у Загребу у периоду од 1995. до 1998, био је члан међународног тима који је испреговарао и имплементирао Ердутски споразум којим је постигнута мирна реинтеграција источне Славоније.
Касније у својој каријери, радио је као директор за питања Средње и Југоисточне Европе у Савету за националну безбедност радећи на изради јавне политике Беле куће према Западном Балкану, укључујући питања која се тичу нормализације односа између Косова и Србије. У периоду од 2002. до 2004. године такође је био на функцији заменика директора Бироа Стејт департмента за европска и евроазијска питања са одговорношћу за НАТО и питања Средње Европе. Обављао је функцију вршиоца дужности отправника послова у Амбасади САД у Анкари у Турској од 2018. до 2019, и као заменик шефа тамошње мисије у периоду од 2019. до 2021. Такође је био вршилац дужности заменика шефа мисије и министар-саветник за политичка питања у Амбасади САД у Немачкој и у мисијама САД у Грчкој, Панами, Парагвају и Перуу.